# کالاما (واشینگتن)
کالاما (به انگلیسی: Kalama) شهری در شهرستان کولیتز ایالت واشنگتن است که در سرشماری سال ۲۰۱۰ میلادی، ۲۳۴۴ نفر جمعیت داشته است. 